# Vita Annonis Minor

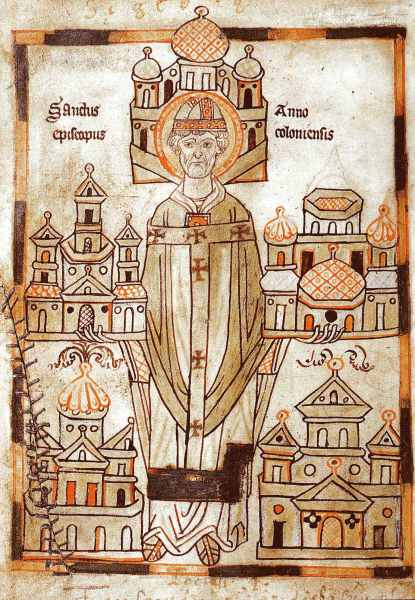
Die Miniatur auf dem Vorsatzblatt (fol. 1v) der Vita Annonis Minor zeigt den stehenden Heiligen Anno II. im bischöflichen Ornat mit Casula und Pallium, umgeben von seinen Kirchengründungen: in den Händen die Stiftskirchen St. Maria ad Gradus (1057) und St. Georg (1067) zu Köln, zu den Füßen die Benediktinerabteien Saalfeld in Thüringen (1063) und Grafschaft im Sauerland (1073), zu Häupten die Benediktinerabtei Siegburg (1064).

Die Vita Annonis Minor ist eine Lebensbeschreibung des Heiligen Anno (Erzbischof von Köln), in der Bibliotheca Hagiographica Latina (BHL) die Nr. 509. Die einzige hochmittelalterliche Handschrift wurde im Kloster Siegburg um 1180 geschaffen. Heute befindet sie sich in der Universitäts- und Landesbibliothek Darmstadt  unter der Signatur Hs. 945.

## Geschichte und Verbleib
Später gelangte sie in den Besitz des Klosters Grafschaft. Der Zeitpunkt ist umstritten. Einige Autoren gehen von 1186 aus, andere halten es für wahrscheinlicher, dass die Handschrift erst 1374 zusammen mit den Gebeinen des Heiligen Anno nach Grafschaft kam. Erstmals urkundlich erwähnt wurde die Schrift in der Mitte des 17. Jahrhunderts durch den Kölner Pfarrer und Historiker Aegidius Gelenius in einer Liste der in Grafschaft vorhandenen Handschriften. Nach der Säkularisation und dem Übergang des Herzogtums Westfalen an Hessen-Darmstadt kam die Vita Annonis 1804 in die Hofbibliothek von Ludwig X. nach Darmstadt.

## Beschreibung
Die Handschrift besteht aus Pergament und ist 19 × 14 cm groß. Sie umfasst 68 Blätter. Das erste Blatt enthält auf der Rückseite ein Bildnis des heiligen Anno mit der Inschrift Sanctus Anno episcopus coloniensis. Umgeben ist der Bischof von fünf Kirchenabbildungen. Bei diesen handelt es sich wahrscheinlich um die von Anno gestifteten oder errichteten Klöster und Stifte: St. Maria ad Gradus in Köln, St. Georg in Köln, Grafschaft im Sauerland, Saalfeld an der Saale und Siegburg.

## Inhalt
Die Vita Annonis Minor ist die jüngere von zwei umfangreichen hochmittelalterlichen Lebensbeschreibungen Annos. Mit ihrer Hilfe sollte die Heiligsprechung Annos (gestorben 1075) vorangetrieben werden, und sie sollte im Kanonisierungsprozess als Beweismittel eingesetzt werden. Angefügt wurde der eigentlichen Beschreibung der so genannte Bamberger Nachtrag, in dem versucht wurde, Argumente gegen die Heiligsprechung zu widerlegen, sowie ein 1381 verfasster Bericht zur Reliquien-Überführung nach Grafschaft im Jahr 1374.
Im 15. Jahrhundert wurden auf leeren Seiten der Handschrift weitere Heiligenlegenden hinzugefügt und zwar von Heiligen, die im Kloster Grafschaft verehrt wurden: Heilige Felicitas und ihre Söhne, Vitus, Modestus und Crescentia.